# Урс Шнідер
Урс Шнідер (нім. Urs Schnyder, нар. 17 квітня 1986) — швейцарський футбольний арбітр.

## Кар'єра
Шнайдер дебютував у вищій швейцарській лізі в березні 2015 року в грі «Тун» — «Грассгопер».
2018 року став арбітром ФІФА і отримав право обслуговувати міжнародні ігри. Свій перший матч національних збірних він відсудив 31 травня 2018 року, коли Марокко зіграла внічию 0:0 проти України.
19 липня 2018 року Шнідер дебютував як головний арбітр у єврокубках під час матчу між «Приштиною» та «Фолою» у кваліфікаційному раунді Ліги Європи УЄФА. Матч закінчився з рахунком 0:0, після чого люксембуржці виграли серію пенальті з рахунком 5:4. У цій грі Шнідер дав 5 жовтих карток командам.
У липні 2020 року Шнідер привернув увагу ЗМІ у грі «Туна» проти «Ксамакса» завдяки спринту у компенсований час, у якому випередив навіть захист «Ксамакса».
У 2022 році він відслужив свій перший фінал Кубка Швейцарії, коли «Санкт-Галлен» зустрівся з «Лугано» і програв 1:4.

## Особисте життя
Урс Шнідер має ступінь доктора спортивних наук і, окрім суддівської кар'єри, працює вчителем фізкультури у середній школі.
Шнідер є фронтменом дум-метал гурту Preamp Disaster.

## Вебпосилання
- Урс Шнідер на сайті transfermarkt.com (англ.)
- Профіль на сайті worldfootball.net
- Urs Schnyder — der Schiedsrichter im Schatten der Fussballstars. In: G&amp;G — Gesichter und Geschichten (SRF). 11. Juli 2022 (Video; 7 min)